# برگینه

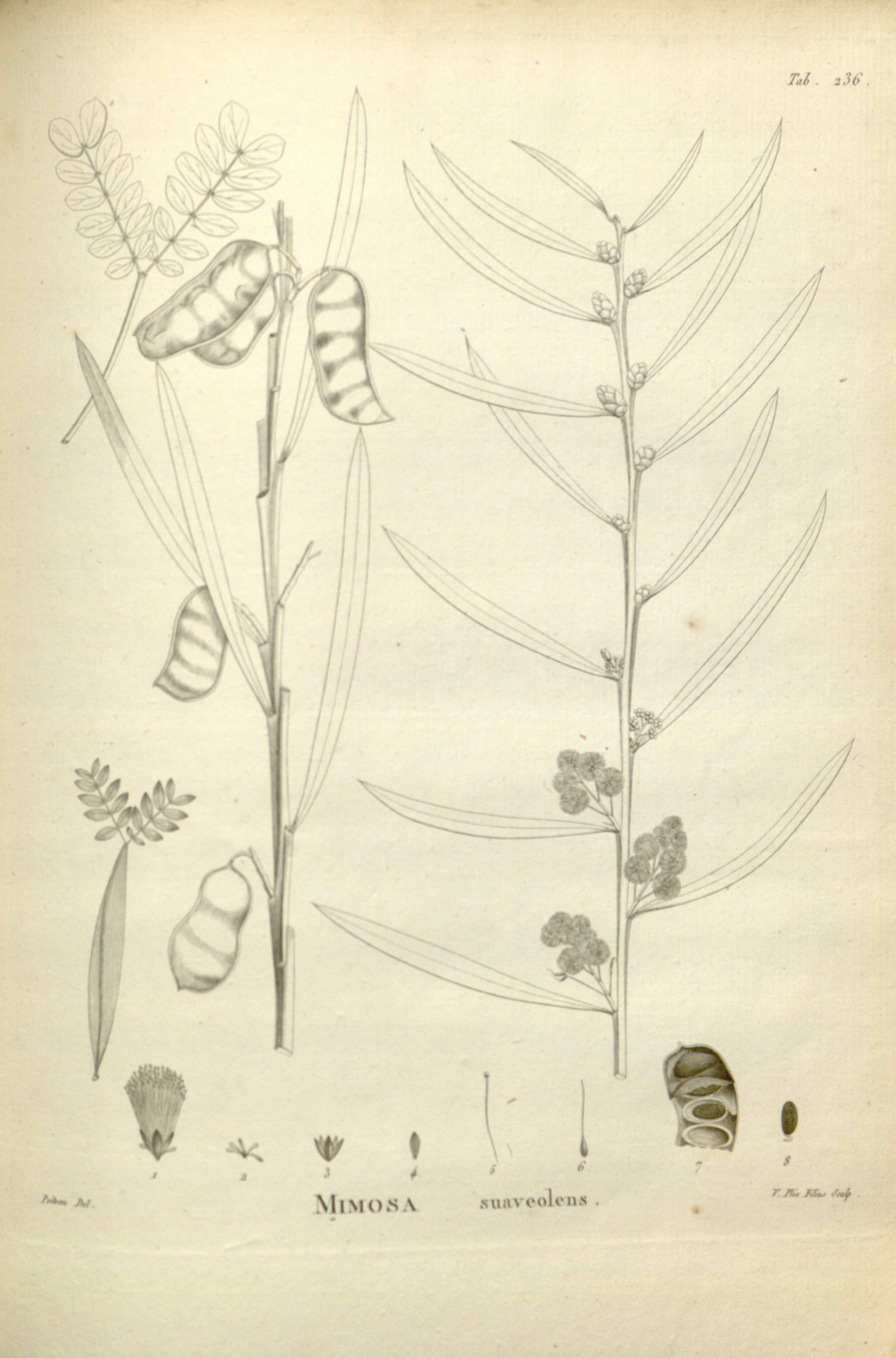
Acacia suaveolens (Sm.) Willd. [as Mimosa suaveolens Sm.] La Billardière (Labillardière), J. -J. Houton de, Novae Hollandiae plantarum specimen, vol. 2: p. 87, t. 236 (1804) (Poiteau)

برگینه (به انگلیسی: Phyllode)، دمبرگ‌ها یا ساقه‌های برگ اصلاح شده هستند که از نظر ظاهر و عملکرد شبیه به برگ هستند.[۱] در برخی از گیاهان، اینها صاف و پهن می‌شوند، در حالی که خود برگ کاهش یافته یا به‌طور کلی ناپدید می‌شود؛ بنابراین برگینه در خدمت هدف برگ قرار می‌گیرد. برخی از نمونه‌های مهم عبارتند از فرفیون رویلین (Euphorbia royleana) که استوانه‌ای مانند و انجیر تیغی که مسطح هستند.
آنها در جنس آکاسیا، به‌ویژه گونه استرالیایی، در یک زمان در زیرگروه اقاقیا قرار می‌گیرند. Phyllodineae. گاهی، به‌ویژه در گیاهان جوان، برگینه‌های نیمه تشکیل شده با برگ‌های کاهش‌یافته دیده می‌شود.
تصویر سمت راست آکاسیای شیرین (Acacia suaveolens) از کتاب گیاهان استرالیا (Novae Hollandiae Plantarum Specimen) برگ‌های واقعی جوان را همراه با برگینه‌های در حال رشد و برگینه‌های گیاه بالغ نشان می‌دهد.

جنس، نخود تلخ (Daviesia)، در خانواده باقلاییان، تا حدودی با گیاهان دارای برگینه مشخص می‌شود.[۲]

برگینهها در باقلاییان
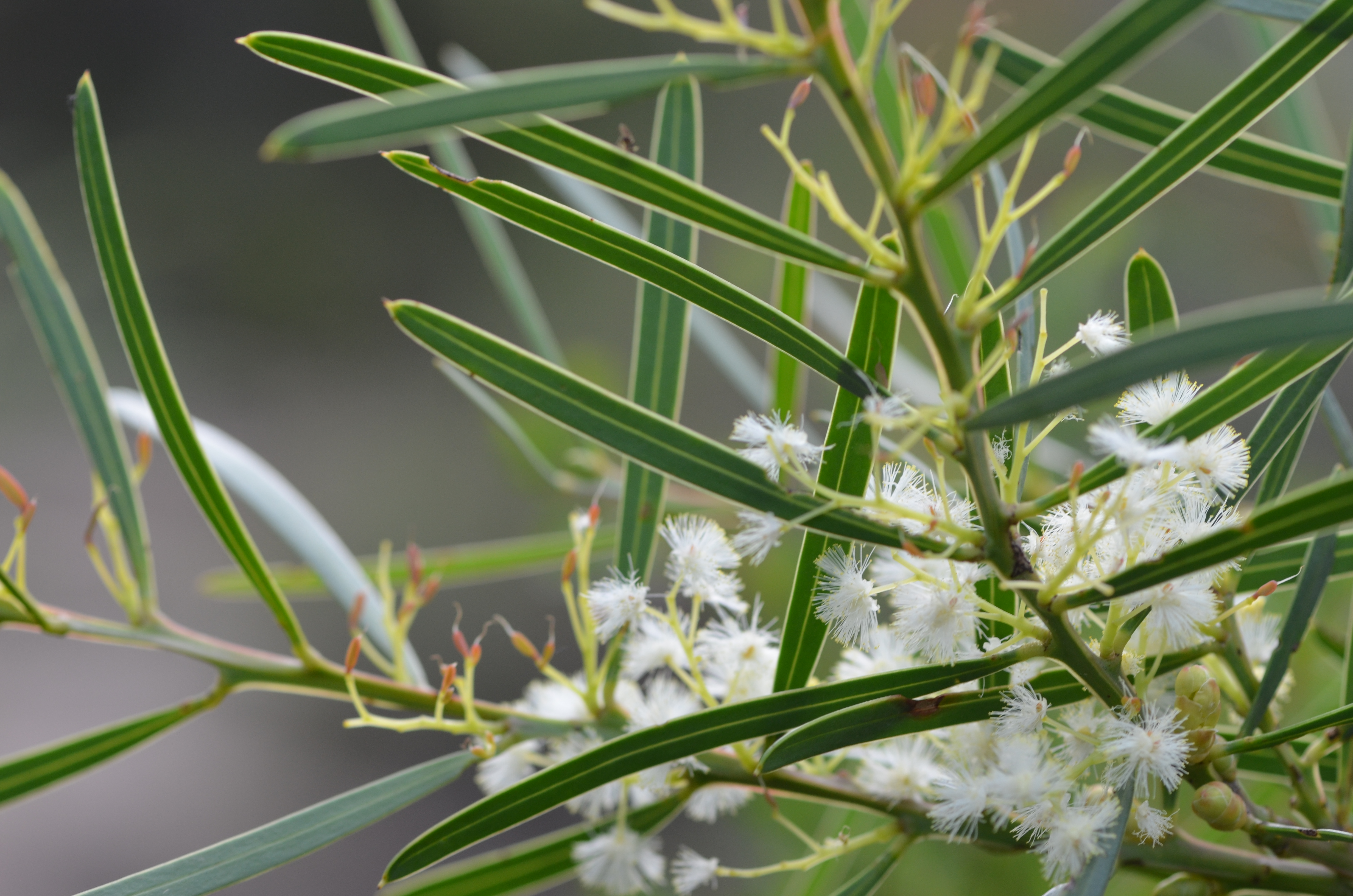
آکاسیای شیرین (Acacia suaveolens)
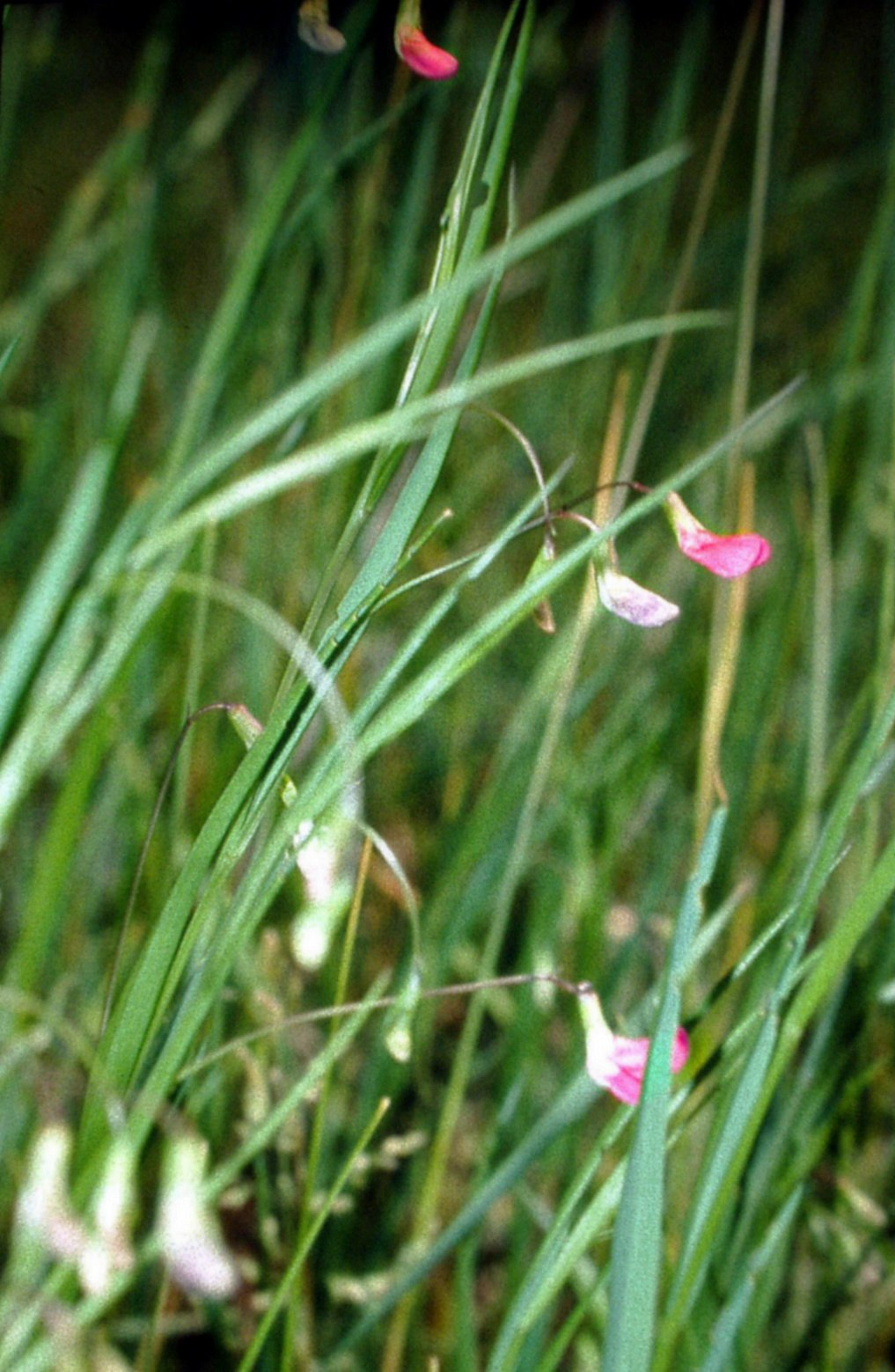
خلر نیسولیا (Lathyrus nissolia)
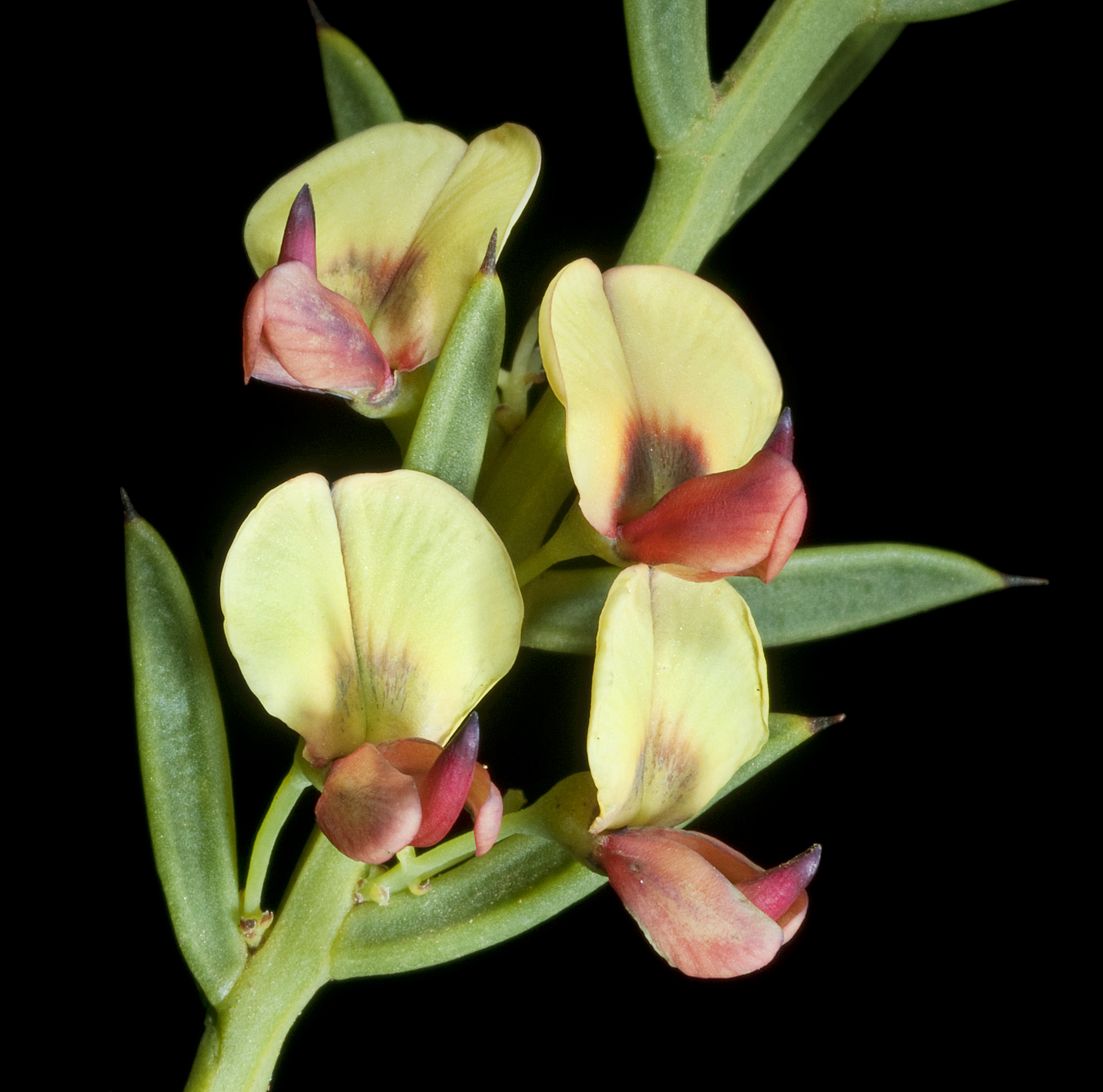
نخود تلخ منشعب (Daviesia angulata)
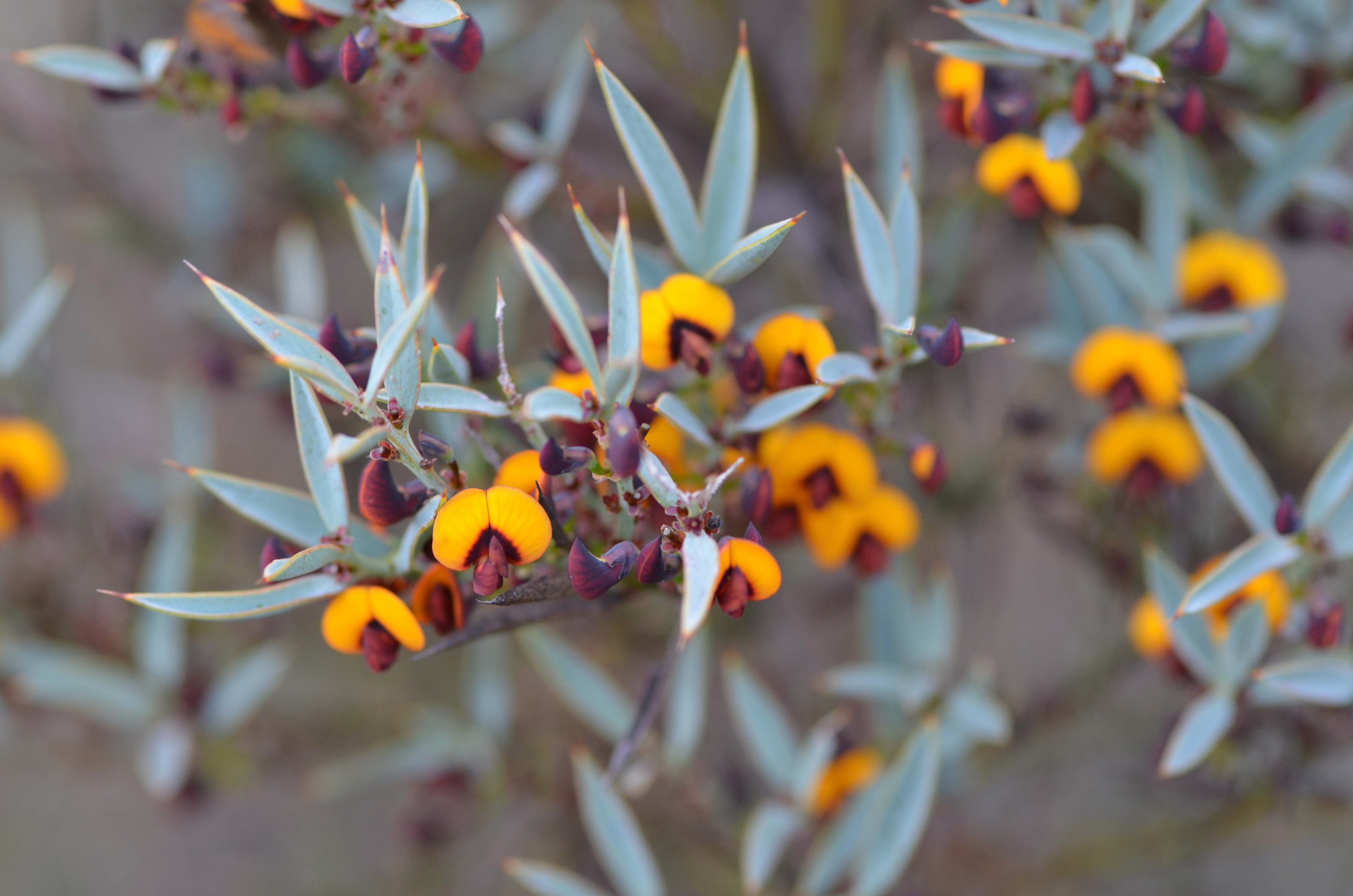
نخود تلخ (Daviesia nudiflora)
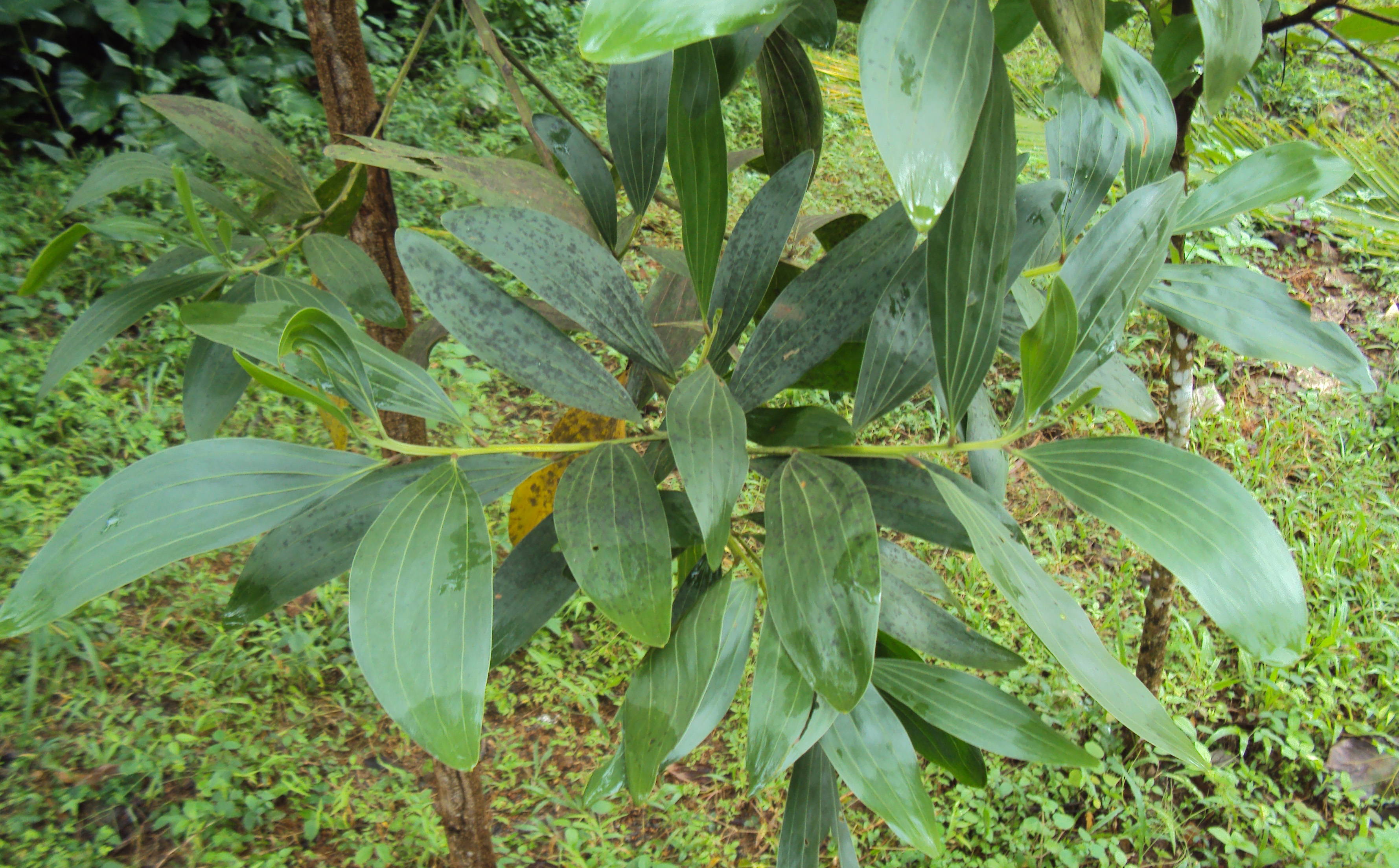
آکاسیای منگیوم